# Мукундамала
«Мукундама́ла» — санскритская поэма авторства вайшнавского святого-поэта и одного из альваров Кулашекхары. Кулашекхара жил в IX веке и был одним из последних царей южноиндийской династии Чера, правившей в Керале. Поэма написана в духе бхакти. Автор молит Мукунду (Кришну) о том, чтобы тот даровал ему освобождение из круговорота самсары. Поэма описывает страдания обусловленной души в материальном мире и провозглашает Кришну единственным источником спасения.